# Kidangpananjung
Kidangpananjung is een bestuurslaag in het regentschap Bandung Barat van de provincie West-Java, Indonesië. Kidangpananjung telt 3482 inwoners (volkstelling 2010).